# 南日本ガス
南日本ガス株式会社（みなみにほんガス）は、鹿児島県薩摩川内市大小路町に本社を置く一般都市ガス事業者である。コーアガス日本の子会社である。

## 概説
川内市（現・薩摩川内市）の都市ガス供給のため、コーアガス鹿児島（現・コーアガス日本）の社長であった上小鶴正康により設立。現在は薩摩川内市および霧島市（旧・国分市エリア）にて「13A」（15,000kcal/m3）のガスを供給している。
本社は、コーアガス日本の川内支店に併設されており、その敷地内には当社の工場も併設されている。なお、国分地域に関しては、国分工場が供給拠点となっているだけであり、国分地域の営業はコーアガス日本の国分支店に委託している。川内、国分とも、ガス展はコーアガス日本と共同開催である。
なお、供給しているガスは、日本の都市ガスで主流となっている天然ガスではなく、液化石油ガス（LPG）を気化し、空気で希釈することで「13A」相当となるよう調整したプロパンエアーダイリュートガスである。そのため、燃焼器具（ガス器具）については13A用のものが使用可能であるが、ガス警報器はLPG用を適切に使用する必要がある。

## 沿革
- 1966年4月： 開業
- 1995年4月： 国分地区都市ガス事業許可
- 1996年3月： 国分市（現・霧島市国分地区）で都市ガス供給開始

## 営業エリア
- 鹿児島県薩摩川内市
- 鹿児島県霧島市（旧・国分市エリア）

## 関連記事
- コーアガス日本